# 3701 Purkyně
3701 Purkyně este un asteroid din centura principală, descoperit pe 20 februarie 1985 de Antonín Mrkos.